# 弗雷登達爾
弗雷登達爾是南非的城鎮，位於該國西部奧蘭治河畔，由西開普省負責管轄，距離開普敦250公里，面積83.95平方公里，2001年人口16,164，人口密度每平方公里190人。